# Domus Aurea

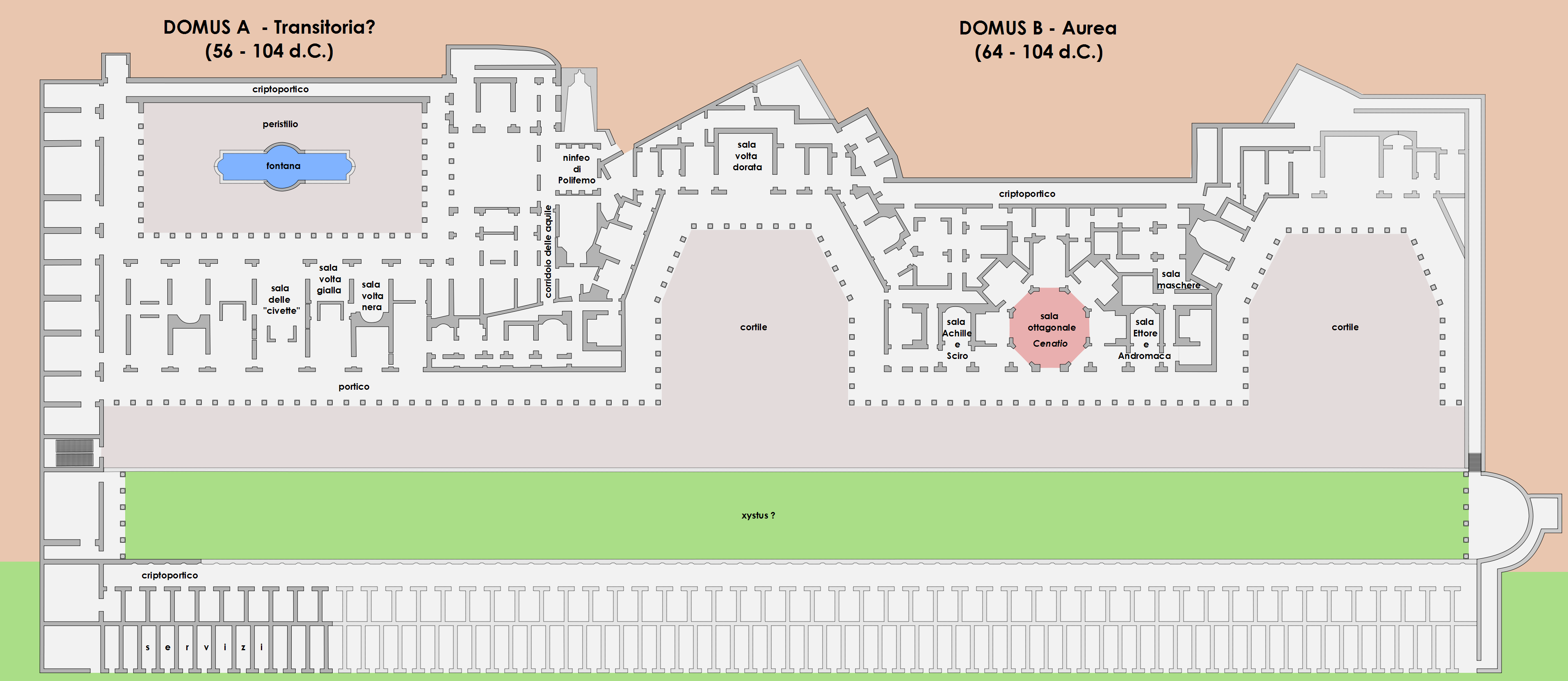
Grundriss des Kerngebäudes der Domus Aurea und der Domus Transitoria

Die Domus Aurea (lateinisch für das Goldene Haus) war ein riesiger Palast in Rom, den der römische Kaiser Nero nach dem Brand der Stadt (64 n. Chr.) auf dem Gelände eines früheren Palastes, der Domus Transitoria, errichten ließ. Er glich eher einem Landgut als einem Palast; denn die gesamte Anlage umfasste ca. 80 ha, ohne die integrierten Gärten des Maecenas und des Lamianus.
Die Wände wurden von dem römischen Maler Fabullus bemalt. Die Deckenmalerei war wichtiger als die Wandmalerei. Kleine Zimmer und Korridore waren vollständig ausgemalt, ansonsten waren die Wände mit Marmorplatten verkleidet oder vergoldet. Die Figurenbilder sind eher schlecht erhalten. Die Malereien fallen in den Phantasiestil der römischen Wandmalerei. Der Speisesaal gilt als der erste Kuppelbau, dessen Grundriss ein Oktogon beschreibt, und der früheste in der Palastarchitektur überhaupt.

## Sueton über die Domus Aurea

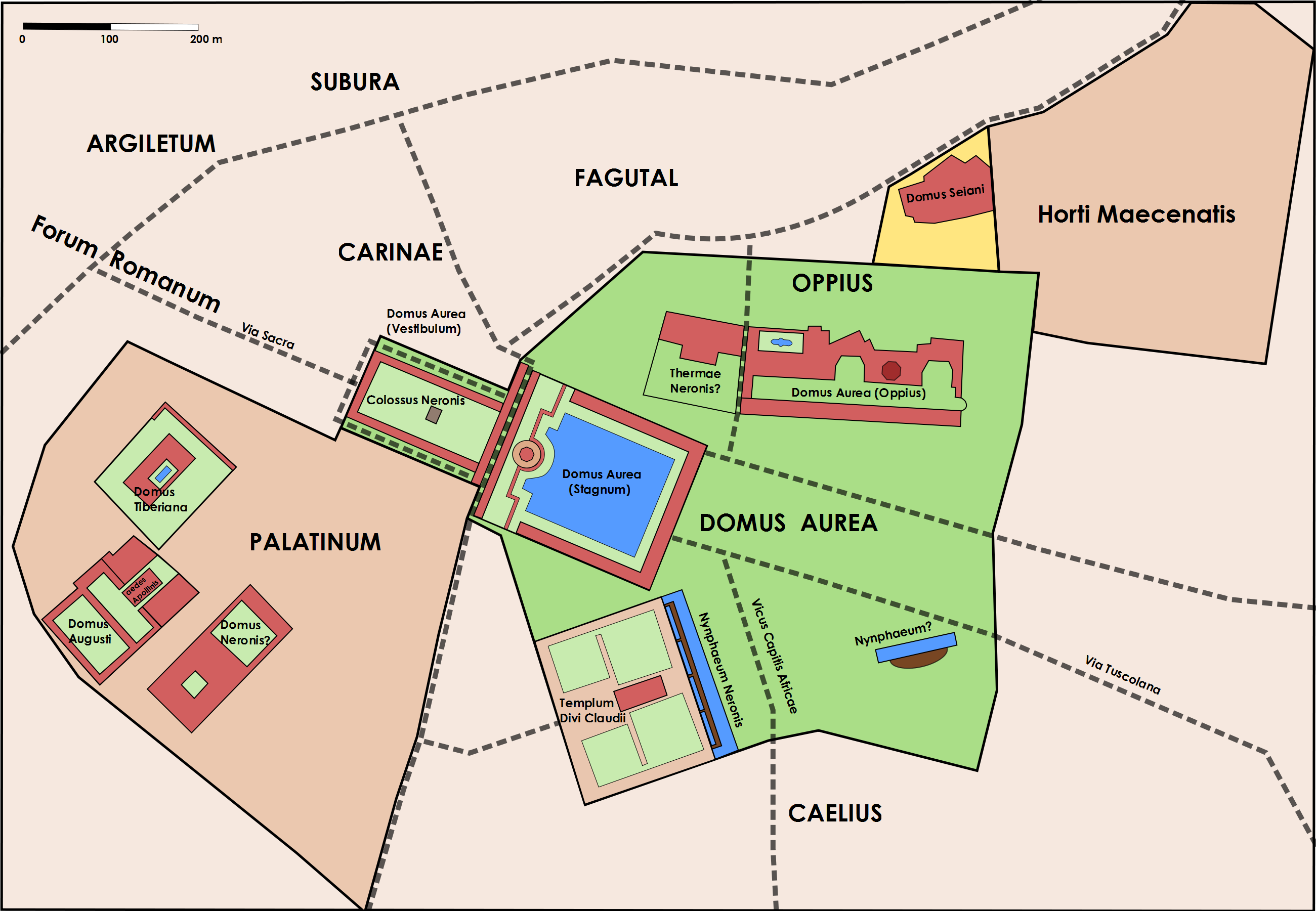
Plan der Gesamtanlage

Sueton beschreibt den Palast in seiner Biographie Neros:

„In der Eingangshalle des Hauses hatte eine 120 Fuß hohe Kolossalstatue mit dem Porträt Neros Platz. Die ganze Anlage war so groß, dass sie drei Portiken von einer Meile Länge und einen künstlichen See umfasste, der fast ein Meer war, umgeben von Häusern, so groß wie Städte. Dazu kamen Villen mit Feldern, Weinbergen und Weiden, Wälder voller wilder und zahmer Tiere aller Arten. Einige Teile des Hauses waren vollständig vergoldet und mit Gemmen und Muscheln geschmückt. In den Speisesälen gab es bewegliche Decken aus Elfenbein, durch die Blumen herabgeworfen und Parfüm versprengt werden konnte. Der wichtigste von ihnen war kreisrund und bewegte sich bei Tag und bei Nacht ständig, wie der Himmel. Die Bäder wurden mit Meer- und Schwefelwasser gespeist. Als Nero nach Abschluss der Bauarbeiten das Haus einweihte, zeigte er sich sehr zufrieden und sagte, dass er jetzt endlich in einem Haus wohne, das eines Menschen würdig sei.“

Passend zu den Zeilen von Sueton gingen zur Zeit Neros in Rom Spottverse um, welche die Römer aufforderten, in das nahegelegene Veji auszuwandern, da Rom zu einem einzigen Haus geworden sei, wenn denn nicht Veji auch schon dazugehöre: Roma domus fiet: Veios migrate Quirites - si non et Veios occupat ista domus.

## Lage und weitere Verwendung

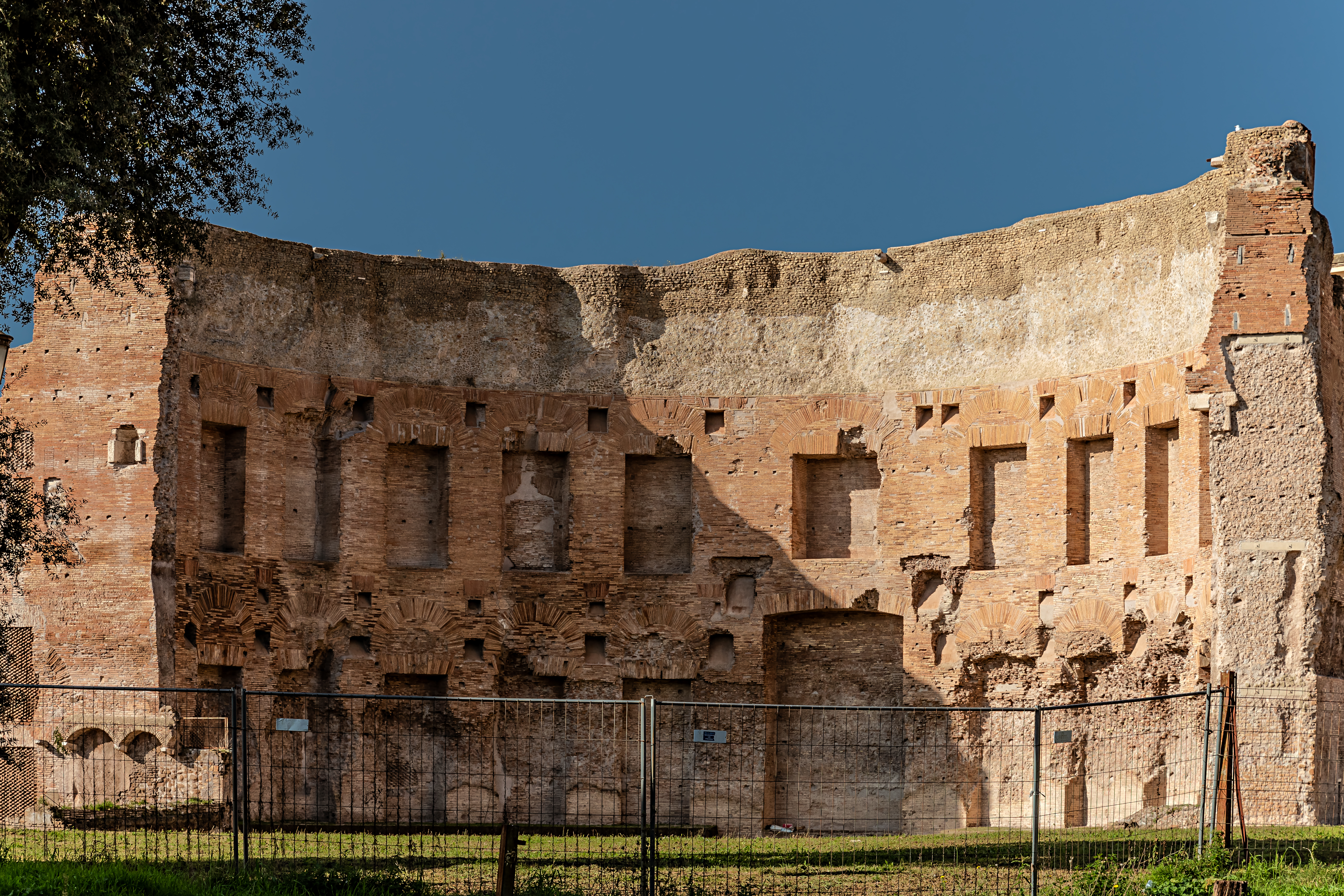
Die Domus Aurea liegt unter den Ruinen der Trajansthermen und des umgebenden Parks.

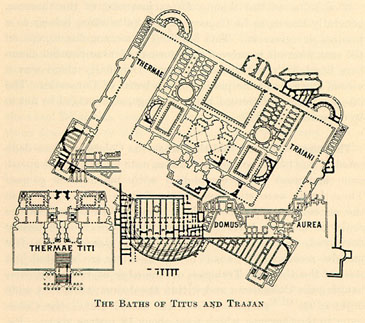
Skizze der Domus Aurea und der Überbauung durch die Thermen des Trajan und Titus

Heute ist nur noch auf dem Oppius, einem Hügel am Rand des Esquilin, ein kleiner Rest des ehemals riesigen Komplexes erhalten. Wegen seiner Architektur sowie seiner Stuck- und Wandmalereidekoration kommt ihm große kunstgeschichtliche Bedeutung zu, doch vermittelt er heute einen völlig anderen Eindruck als der ursprüngliche Bau. Denn während dieser dem Typ einer großzügig angelegten Aussichtsvilla entsprach, sind die heutigen Überreste zu fensterlosen Kellerräumen geworden, weil das Gelände nach Nero aufgefüllt wurde, um als Substruktion für die Titus- und Trajansthermen zu dienen.
Die Domus Aurea sollte der neue Palast Neros werden, nachdem der Vorgängerbau, die in Neros ersten Regierungsjahren begonnene Domus Transitoria, noch vor der Fertigstellung beim Stadtbrand des Jahres 64 zerstört worden war. Das Areal der Domus Aurea umfasste auf ca. 100 Hektar große Teile der römischen Hügel: Auf dem Palatin wurde das Vestibulum errichtet, auf dem Esquilin wurden die noch bestehenden Teile der Villa des Maecenas einbezogen und auf dem Caelius wurde der Tempel des Claudius zu einem Nymphäum umgestaltet und in den Gesamtkomplex einbezogen. In dem zentral dazwischen liegenden Tal, in dem heute das Kolosseum steht, wurde ein See angelegt.
Es ist nicht bekannt, ob Nero die Domus Aurea als reines Privatgelände erbauen ließ und das Volk aus dem Areal ausschloss oder ob die zur Domus gehörigen Gärten und der See offen zugänglich waren. Spuren einer Mauer wurden nicht gefunden. Nero bemühte sich um Beliebtheit bei der plebs urbana, was eher für eine Zugänglichkeit spricht. Spätere römische Geschichtsschreiber wie Tacitus und Sueton schrieben aber, die nachfolgenden Kaiser hätten dem römischen Volk Teile der Domus Aurea „zurückgegeben“. Um 72, wenige Jahre nach Neros Sturz, ließ sein Nachfolger Vespasian, der die Macht in einem blutigen Bürgerkrieg errungen hatte, in den Gärten der Domus Aurea ein neues steinernes Amphitheater errichten, das nicht nur Neros hölzernen Vorgängerbau auf dem Marsfeld, sondern alle bisherigen Arenen übertreffen sollte, um den Ruhm der neuen Herrscherdynastie der Flavier zu mehren, das Kolosseum. Die flavische Geschichtserzählung bezweckte, die neue Dynastie gegen Nero abzugrenzen, indem sie ihn ausschließlich als verrückten Tyrannen darstellte. Dies könnte der Grund für die Andeutung sein, dass Nero das ganze riesige Areal allein sich selbst vorbehalten habe.
Titus ließ unmittelbar neben dem Kernbau der Domus Aurea im Jahr 80 die Titusthermen fertigstellen. Nach dem Brand der Domus Aurea im Jahr 104 begann Trajan mit dem Bau der im Jahr 109 eröffneten Trajansthermen. Die erhaltene westliche Exedra ihrer Umfassungsmauer liegt direkt auf Teilen des Hauptgebäudes der Domus Aurea, deren abgebrannte Räume 104 zugeschüttet wurden, um eine plane Ebene an den Abhängen des Esquilin für die riesige Thermenanlage zu erhalten. Teilweise blieben die nicht verschütteten Räume der Domus Aurea aber als Kellergeschosse der Thermen zugänglich. Bei ihren Arbeiten entdeckten die Restauratoren zugleich einen unterirdischen Gang, der bis zum nahe gelegenen Kolosseum führt. Zeitungsberichten zufolge erwägen die Experten, diesen Tunnel zu erweitern und als einen neuen Ausgang der Domus Aurea zu nutzen.
Der Palatin selbst blieb, was er seit der Zeit des Kaisers Augustus war, Palastareal.

## Dekorationen
Nero hatte die Decken und die oberen Hälften der Wände ausmalen lassen. Von diesen Fresken existieren heute noch rund 30.000 m², davon sind 1.200 m² restauriert. Die Bildthemen sind mythologische Szenen, ein Stillleben mit Schinken, Brot und Fisch, Landschaftsdarstellungen und dekorative Grotesken.
An einigen Stellen der Wand sind Signaturen berühmter Renaissance-Maler eingeschrieben. Der Kaiserpalast war damals gerade wiederentdeckt worden; die Künstler mussten sich durch Deckenöffnungen in den Untergrund abseilen, um dort Fresken zu kopieren. Was sie sahen, nutzten sie für eigene Arbeiten – etwa für die Bogengänge des Vatikans, die unter Raffaels Aufsicht entstanden.

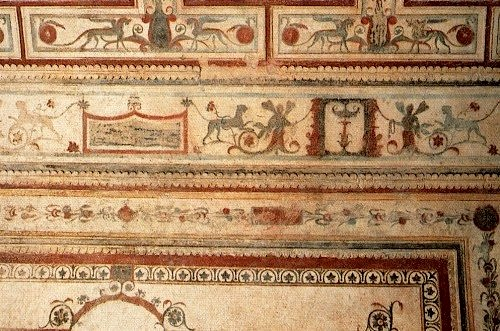
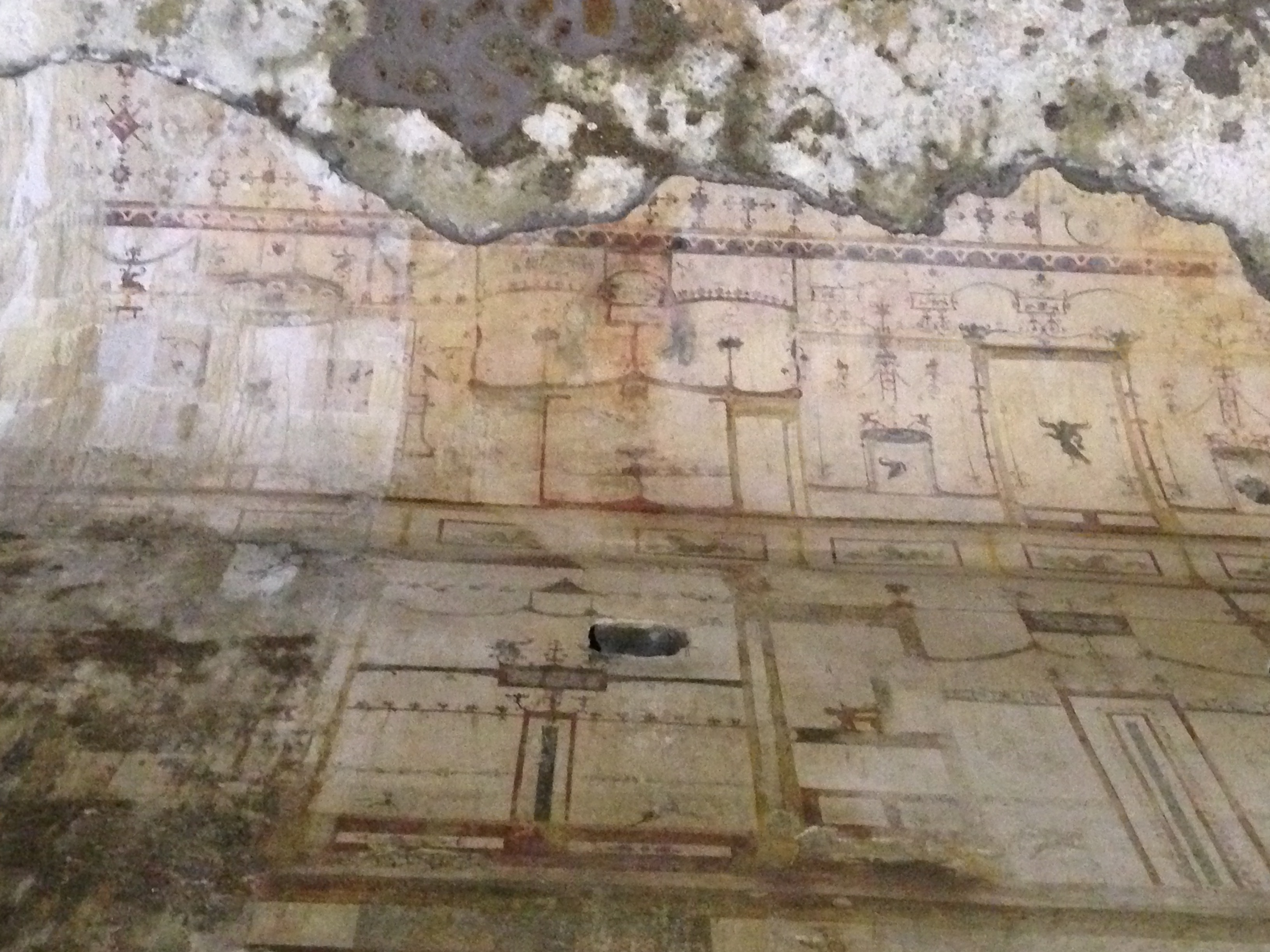
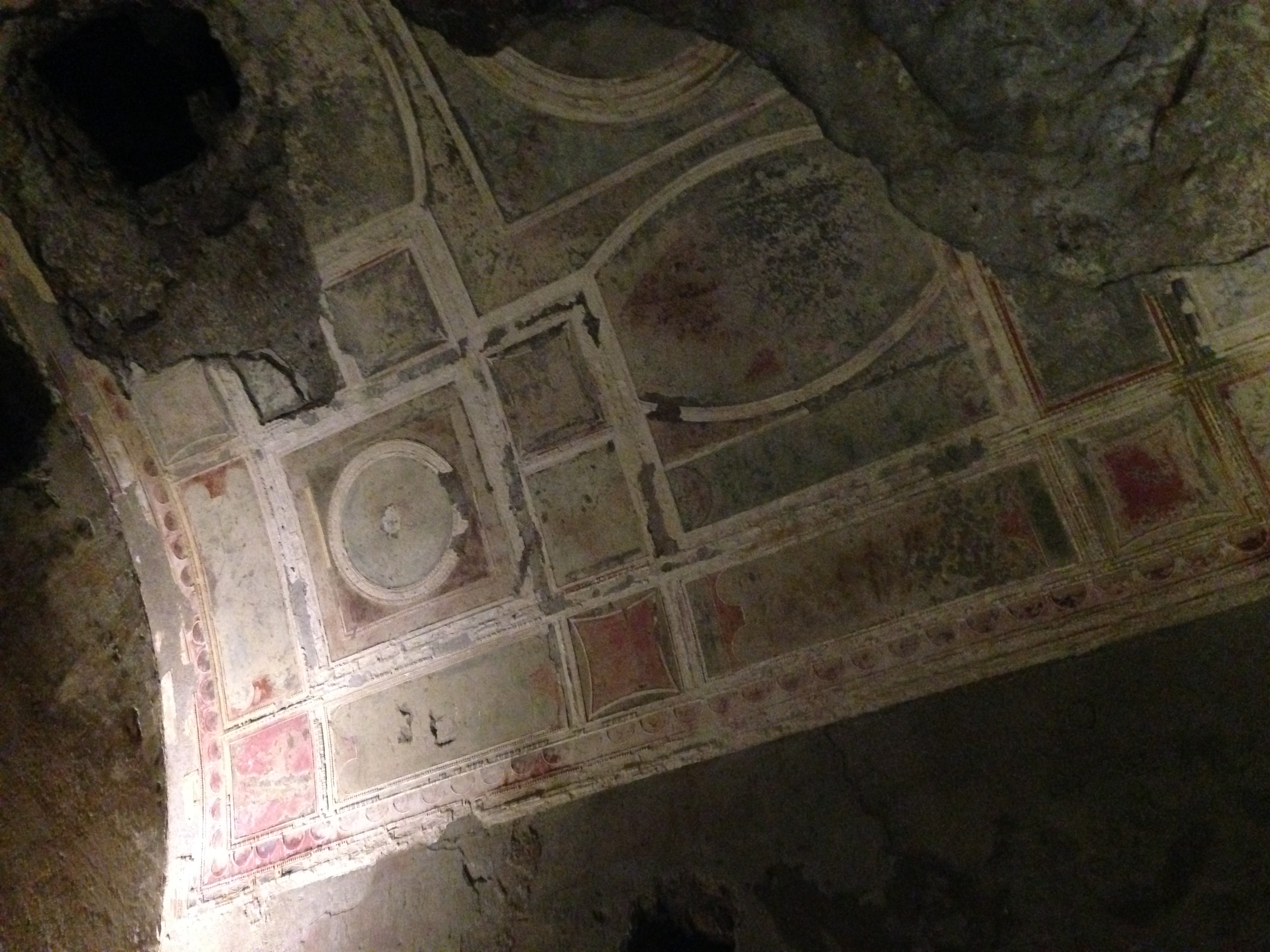
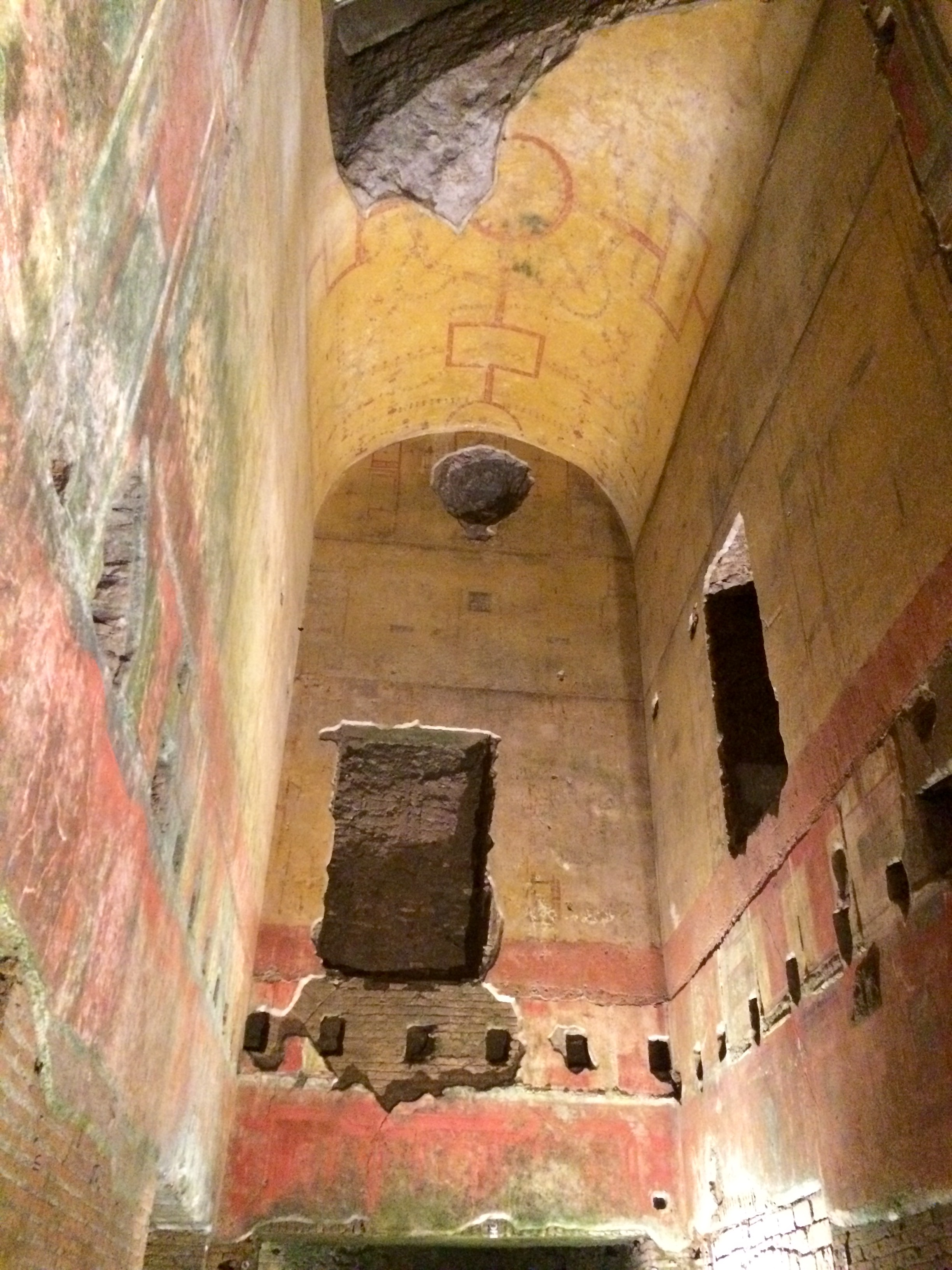
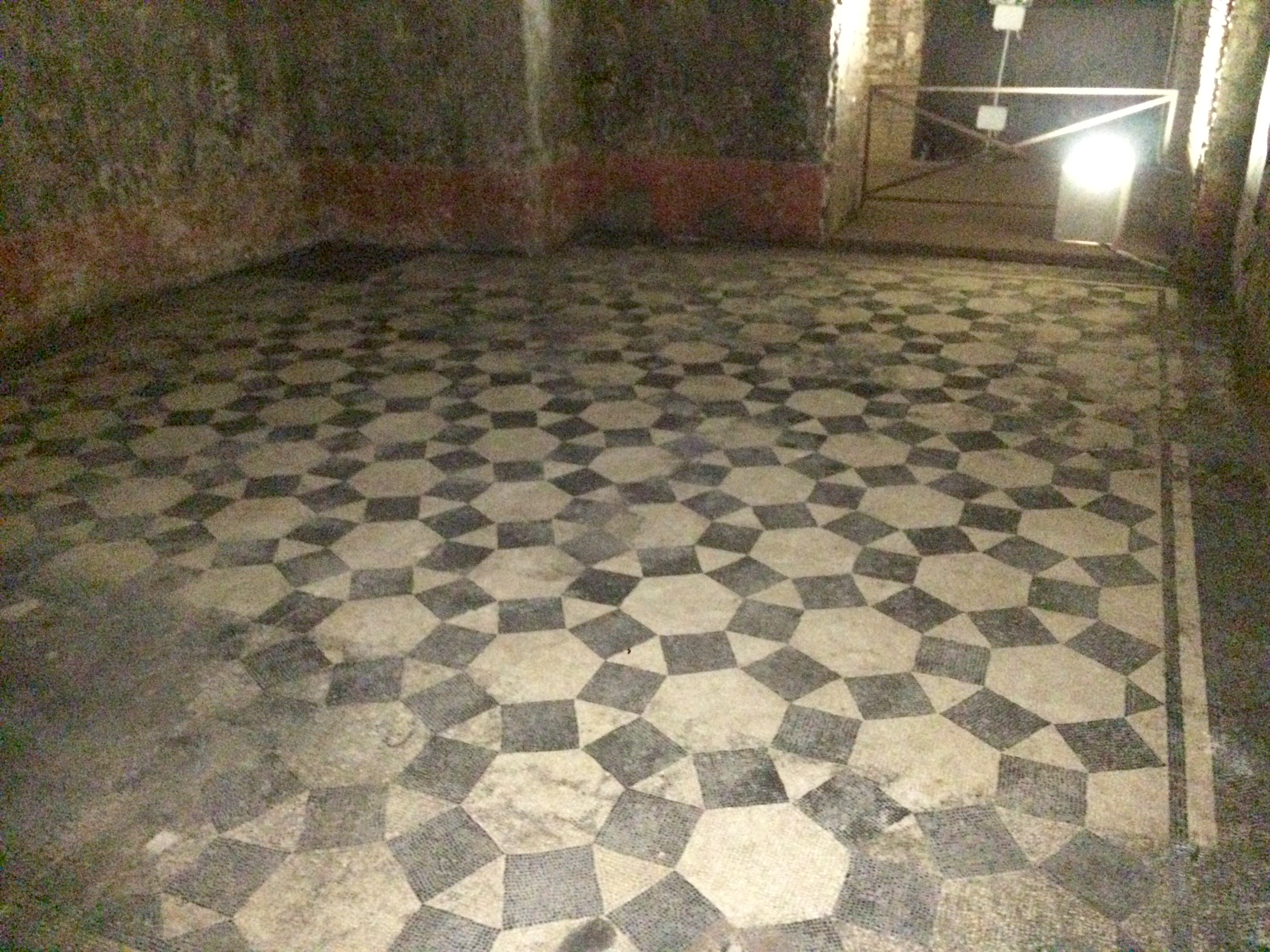
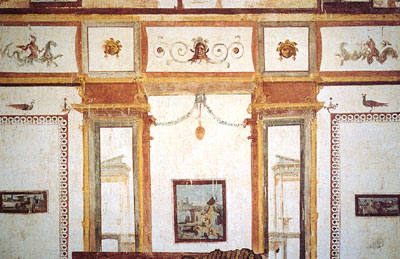
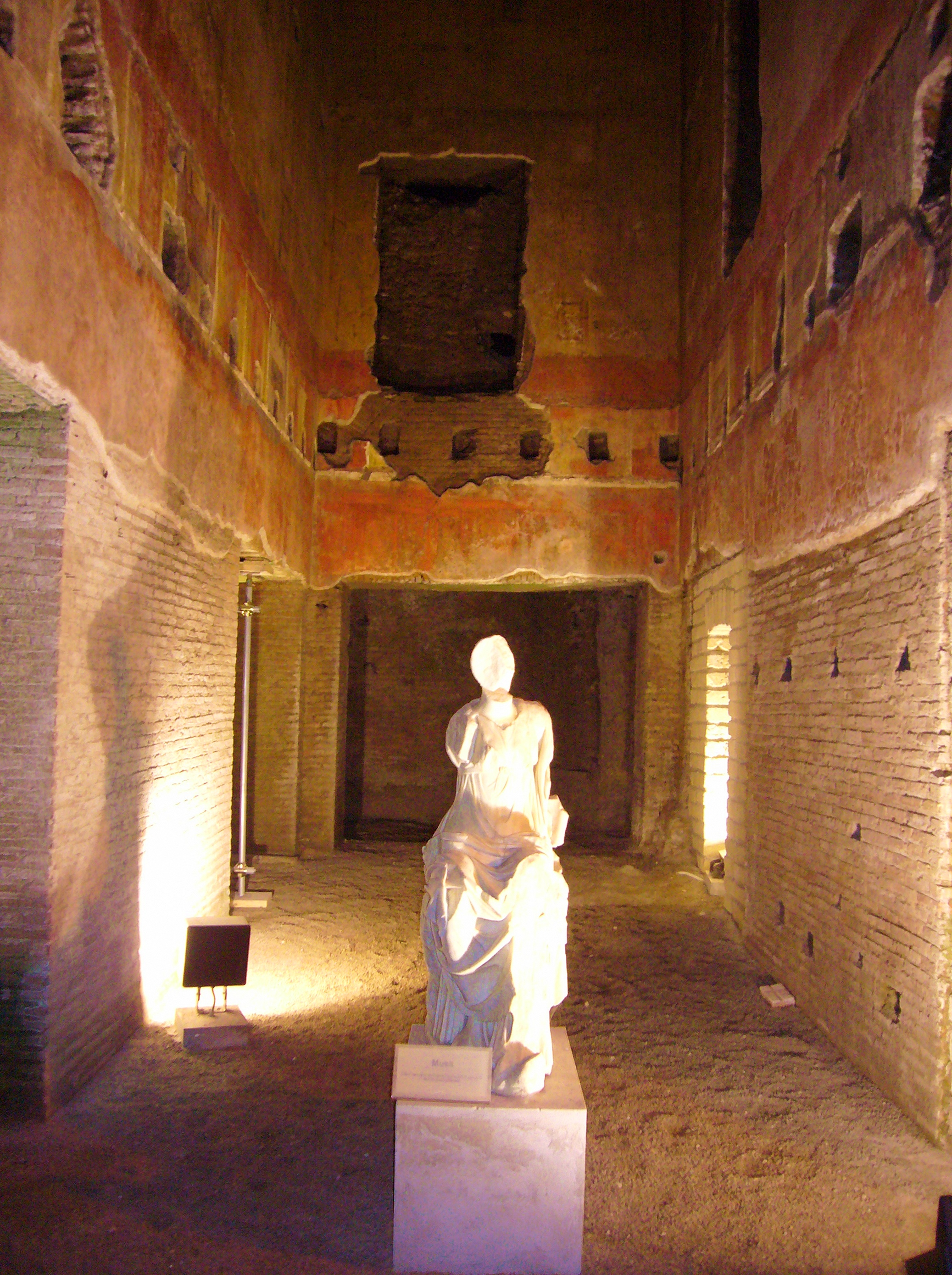

## Aktuelle Situation

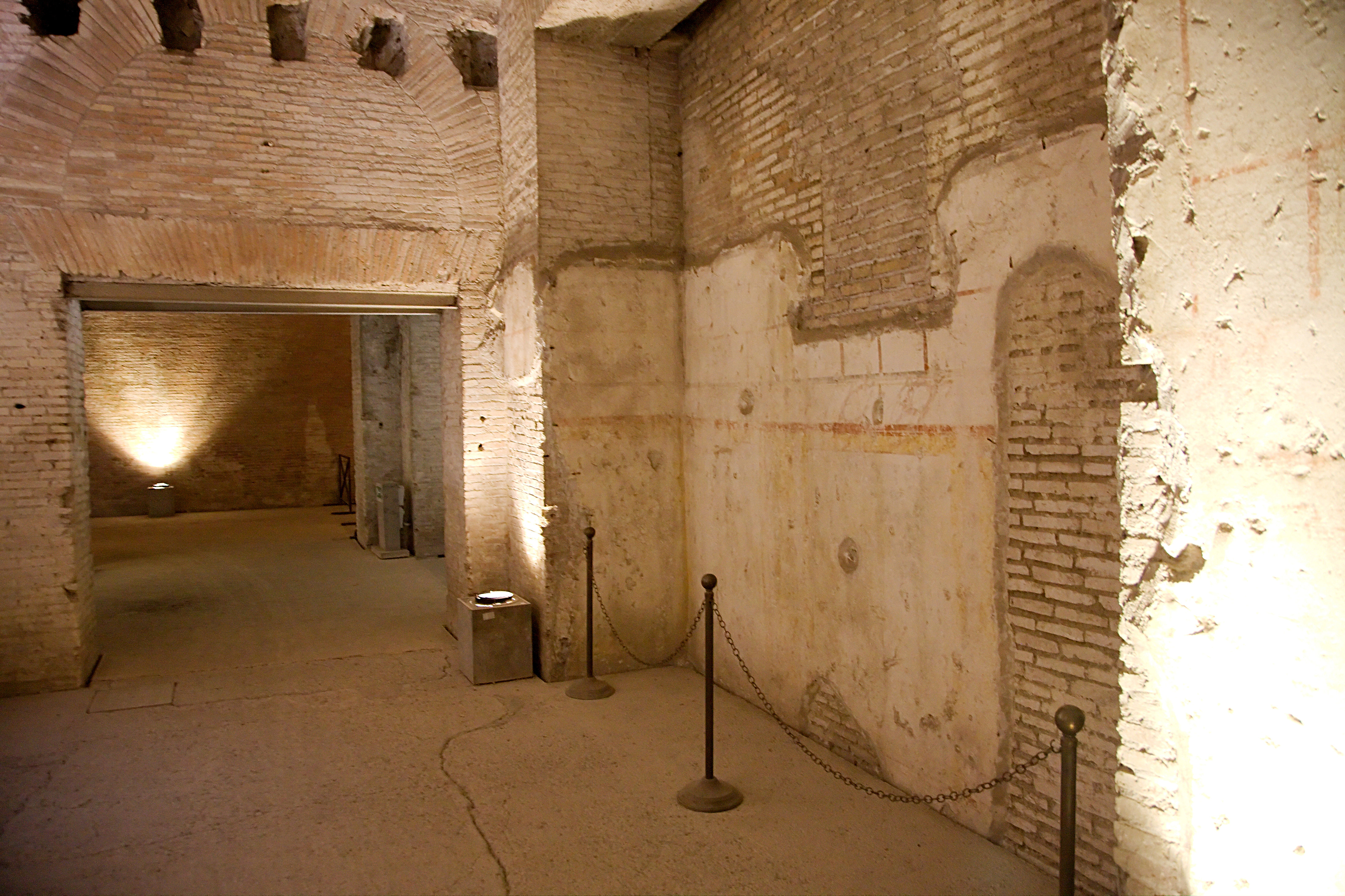

Nachdem das Bauwerk nach umfangreichen, jahrzehntelangen Restaurierungsarbeiten erst seit 1999 in Teilen wieder der Öffentlichkeit zugänglich gemacht worden war, musste es Ende 2005 erneut gesperrt werden, nachdem schwere Schäden durch aus dem Boden in die Konstruktion eindringende Feuchtigkeit festgestellt worden waren. Nach einjährigen, erneuten Renovierungsarbeiten wurde das Haus Ende Januar 2007 wieder eröffnet. Am Vormittag des 30. März 2010 stürzte ein Gewölbegang aus der Zeit Trajans nach anhaltenden Regenfällen ein,  worauf die Domus Aurea wieder für Besucher geschlossen wurde. Im Frühjahr 2012 fand zwischen städtischen und staatlichen Stellen eine Diskussion statt, in welcher Form eine Restaurierung und anschließende Präsentation für die Öffentlichkeit stattfinden könnte. Bei einer umfangreichen Restaurierung sollten die Gebäudeteile stabilisiert werden, wozu auch ein Teil des darüberliegenden Parks abgetragen werden musste.
Seit dem 26. Oktober 2014 konnten einige Räume bei Sonderführungen am Wochenende besichtigt werden. Auch die Restaurierungsarbeiten wurden vorgestellt. Bei einer Pressekonferenz kündigte Kulturminister Franceschini die Dauer der Restaurierung bis 2018 an. Es bestand allerdings noch ein Finanzierungsbedarf von 31 Millionen Euro. Seit Februar 2017 war das Gebäude an Wochenenden wieder für die Öffentlichkeit geöffnet und konnte im Rahmen einer Führung besichtigt werden. Gegenwärtig sind die gesicherten Teile und eine Präsentation täglich zugänglich. Der Zugang ist aus klimatischen Gründen auf geführte Gruppen mit Time-Slots beschränkt.

## Dokumentarfilm
- Neros Palast. (= Roms verlorene Schätze. Alternativtitel: Schätze des Römischen Reichs. Staffel 1, Folge 4). 45 Min. Drehbuch und Regie: Bianca Zamfira. USA/Vereinigtes Königreich 2022 (Online in der ZDF Mediathek. Video verfügbar bis 27. November 2026).[20]